# サンタ・マリア・イン・コスメディン教会
サンタ・マリア・イン・コスメディン聖堂（イタリア語: Basilica di Santa Maria in Cosmedin or de Schola Graeca）は、イタリアのローマにある聖堂であり、バシリカである。リパのリオネに位置する。
最初、古代ローマの廃墟を利用し、東方の聖像破壊運動(イコノクラスム)の迫害から逃れてきたギリシャ人にあたえられた。コスメディンは、化粧を指すコスメと同じく、ギリシャ語で「装飾」を意味する。

## 歴史

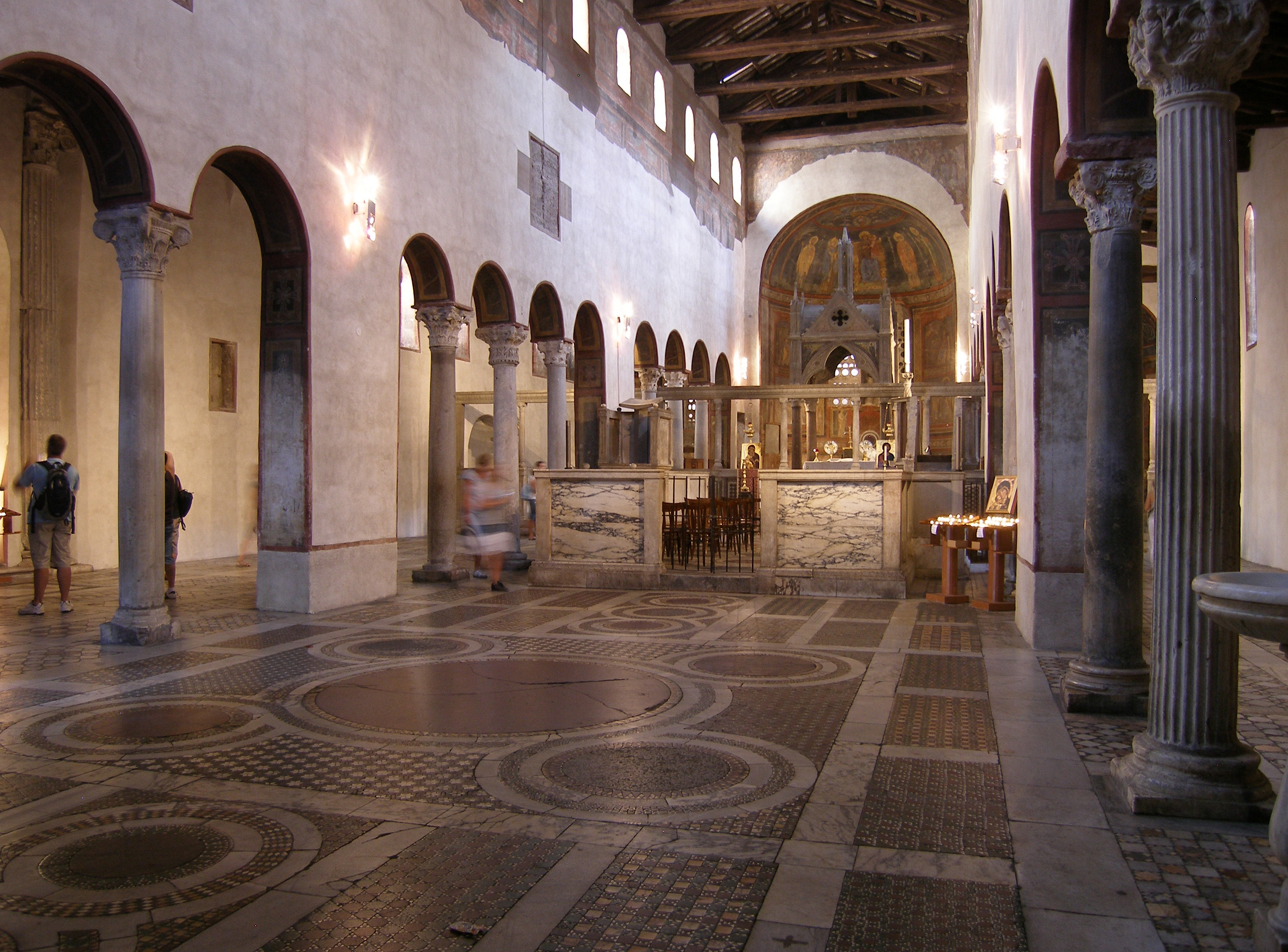
サンタ・マリア・イン・コスメディン聖堂の内装

この教会は6世紀頃食料市場であった場所に建てられ、8世紀に教皇ハドリアヌス1世によって増築された。ビザンティン建築が多く残る一帯だったため、7世紀この聖堂は「de Schola Graeca」と呼ばれ、現在でも近くに「della Greca」と呼ばれる道路がある。782年頃、教皇ハドリアヌス1世によって増築された時、この聖堂は聖像破壊運動（イコノクラスティ）の迫害から逃れたギリシャ人修道士たちに授けられた。身廊と2つの廊下とポルチコが建てられた。聖具室と祈祷（きとう）堂は9世紀、ニコラウス1世によって増築された。彼は教皇の住居も建てていたが、1085年ロベルト・イル・グイスカルド率いるノルマン人の軍隊によって破壊された。ゲラシウス2世、ケレスティヌス3世、ベネディクトゥス8世が教皇に選出された場所でもある。1118年から1124年にかけて、カリストゥス2世のもと、改修作業が行われた。その後ベネディンクティンによって占領されてから10年が経ち、1718年、ジュゼッペ・サルディによって聖堂の正面ファサードはバロック様式に改装された。しかし、このバロック様式の増築は、1894年-1899年の改修作業によってクレメンス11世の盾形の紋章と共に壊されてしまう。イギリス史上最後のカトリックのカンタベリー大司教であるレジナルド・ポールが、かつてこの聖堂で枢機卿の助祭(司祭の補佐)を歴任していた。

## 建築

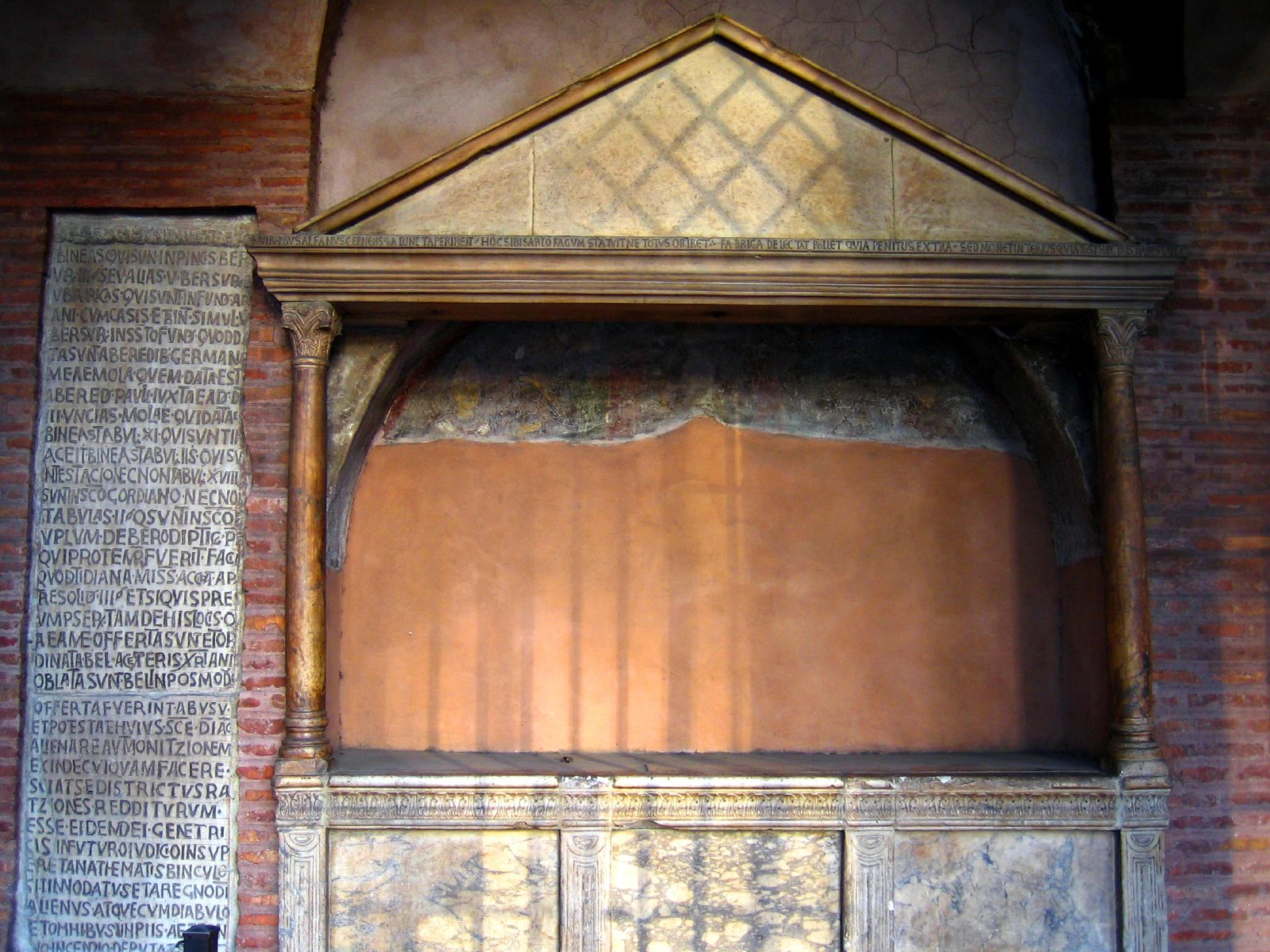
アルファヌスの墓, vir probusは人格者, 聖堂の内部.

典型的なバシリカ建築で、鐘楼はロマネスク様式を模している。床はコズマーティ様式の大理石モザイクで飾られ、中央の合唱席と説教台、ビザンチン様式の特徴を残す内陣との仕切りの障壁(イコノスタシス)、その奥の主祭壇とその天蓋や背後の窓、ゴシックの大理石の装飾やゴズマーティ装飾の抑制された華やかさが好ましい印象を与えてくれる。被災した聖堂の屋根部分は焼失してしまってることが多いが、サン・マリア・イン・コスメディン聖堂は当時のまま残っていることから貴重とされている。屋根は木造の小屋組のトラス構造。入り口右手にあるお土産売り場の壁には3世紀まで遡る美しいモザイク壁画がある。チルコ・マッシモやカラカラ浴場跡など、ローマ時代の遺跡が多く残る一帯に建つ。

## その他

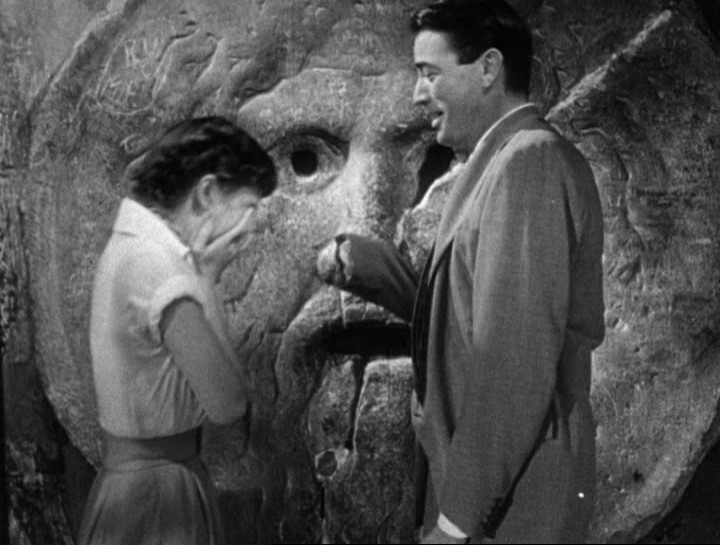
真実の口

「真実の口」が聖堂にあることで有名。この骨董の正体は柱廊玄関(ポルチコ)にあった下水道のマンホールという説が有力とされている。保存状態は現存する中世初期の中では非常によく、コスマテスク風(Cosmatesque)の舗装が見事である。鐘楼最上部の部屋はローマ最大の高さをもつ。現在の内装は2本の廊下と身廊をもち、これらは4本のピラスターと18本の柱で仕切られている。建設当時の建物の断片は地下室で実際に見る事ができる。8世紀から12世紀にかけての絵画が3種類に分かれて身廊の上部分と凱旋門の中に展示されている。schola cantorum(ラテン語で聖歌学校の意味)は13世紀に設立された。祭壇は1123年に赤色の花崗岩から作られたもの。復活祭に用いる枝付き燭台は13世紀のもの。聖具室には、サン・ピエトロ大聖堂から持ち込まれた珍しい8世紀のモザイク壁画の断片が納められている。18世紀の十字架と洗礼場は現在も残っている。正面に向かって左の祭壇の中には、花かんむりを頭に乗せたウァレンティヌスの頭蓋骨が納められている。